# Fatty boucher
Pour les articles homonymes, voir The Butcher Boy.
Pour plus de détails, voir Fiche technique et Distribution.
Fatty boucher (The Butcher Boy) est une comédie burlesque réalisée par Roscoe Arbuckle sortie en 1917.

C'est le premier film réalisé pour la Comique Film Corporation la société de production créée en partenariat avec Joseph M. Schenck. C'est dans ce film qu'apparaît pour la première fois le jeune Buster Keaton.

## Synopsis
Fatty est boucher dans un magasin général d’alimentation. Amoureux d’Amanda, la caissière et la fille du patron, il a pour rival Slim, le premier vendeur. Devant les querelles incessantes de ses employés et les dégâts provoqués dans son magasin, M. Grognon, le père d’Amanda, inscrit cette dernière en pension. L’accès de l’école pour jeunes filles étant interdit aux hommes, Fatty et Slim se travestissent pour tenter d’enlever la belle.

## Fiche technique
- Titre : Fatty boucher
- Titre original : The Butcher Boy
- Réalisation : Roscoe Arbuckle
- Scénario : Roscoe Arbuckle et Joseph Anthony Roach
- Studio de production : Comique Film Corporation
- Producteur : Joseph M. Schenck
- Distribution : Paramount Pictures
- Langue : film muet - intertitres anglais
- Photographie : Frank D. Williams
- Montage : Herbert Warren
- Pays de production: États-Unis
- Genre : Comédie
- Format : Noir et blanc - film muet
- Dates de sortie :
  - États-Unis :23 avril 1917
- Durée : 24 minutes

## Distribution
- Roscoe "Fatty" Arbuckle : Fatty/Saccharine le garçon boucher
- Al St. John : Alum/Slim le premier vendeur
- Buster Keaton : Buster/Malec le client qui achète de la mélasse et complice de Slim
- Josephine Stevens : Almondine/Amanda la fille du patron
- Arthur Earle : Le patron M. Grognon (VF)
- Joe Bordeaux : Complice (Joe Bordeau)
- Luke le chien
- Agnes Neilson : Miss Teachem, la directrice du pensionnat
- Alice Lake : Amanda, une jeune fille du pensionnat

## Autour du film
Roscoe Arbuckle travaille sur la production de son film et est à la recherche de seconds rôles. Il se promène à Times Square en compagnie de Lou Angers, ancien acteur de vaudeville et directeur de son studio. Ils croisent Buster Keaton que Lou connaît pour l'avoir croisé dans les coulisses de théâtres. Buster est présenté à Roscoe dont il admire les films. Arbuckle invite Keaton à venir assister au tournage du film et, lorsque ce dernier vient aux studios, il lui propose de jouer dans la scène qu'il est en train de tourner. Buster passe aux vestiaires et il est remarquable qu'il va d'emblée choisir un costume qui sera la caractéristique de son personnage tout au long de sa carrière cinématographique.
L'essai est concluant puisque Buster apparaît tout au long du film dans un rôle qui n'a rien à voir avec de la figuration. D'abord, il est un client venu acheter de la mélasse et, à ce titre, tourne dans une très longue scène. Un peu plus tard, il revient participer à un lancer de sacs de farine et d'objets divers, se coltinant avec Al St. John et avec le patron de la boutique dans une bagarre provoquée par Fatty censée justifier l'envoi de la jeune fille en pension. Il est sur le trottoir, en tant que spectateur, « quelques jours plus tard », pour le départ de cette dernière.
On le retrouve ensuite aux côtés d'Al St. John dans la dernière partie du film au pensionnat de jeunes filles, en tant qu'ami et complice de celui-ci pour enlever Amanda. Le manque de continuité entre tous ces rôles trahit le côté improvisé de l'intégration de Buster Keaton, mais son temps de présence à l'écran supérieur à celui de Al St. John montre bien que Roscoe Arbuckle est emballé par sa prestation.